# Sint-Jansbrug (Lier)
De Sint-Jansbrug is een voormalige draaibrug over de Binnennete in de Belgische stad Lier, provincie Antwerpen. De allereerste brug was een houten brug uit 1393, die in 1420 vervangen werd door een stenen brug. In 1775 werd een draaiende brug gebouwd die in 1940 werd vernield met het opblazen van de brug.
Naast de brug staat de gelijknamige Sint-Janstoren, die in de 17e eeuw werd aangewezen als verplichte woonplaats van de stadschirurgijn of pestmeester. Later werd de toren ingericht als herberg.